# (16892) Vaissière
(16892) Vaissière, désignation internationale (16892) Vaissiere, est un astéroïde de la ceinture principale.

## Description
(16892) Vaissiere est un astéroïde de la ceinture principale. Il fut découvert le 17 février 1998 à Bédoin par Pierre Antonini. Il présente une orbite caractérisée par un demi-grand axe de 3,11 UA, une excentricité de 0,15 et une inclinaison de 2,3° par rapport à l'écliptique.

## Compléments